# 인크레더블
《인크레더블》(The Incredibles)은 디즈니가 배급하고 픽사에서 제작한 2004년 CG 애니메이션 영화이다.
픽사의 장편 애니메이션 작품으로서는 6번째 작품이 된다. 상업적인 실패작 《아이언 자이언트》를 감독한 브래드 버드의 애니메이션 영화로 평론가들로부터 호평을 받았다. 이 작품 이전의 픽사 작품은 인형, 벌레, 물고기 등이 주인공이었으며, 이 작품으로 처음 인간 사회를 무대로 한 스토리를 그리고 있다.
기술적으로는 옷이나 머리카락의 물리적 질감을 지극히 충실히 표현한 점이 특징이다. 스토리로서는 나쁜 놈이 정말로 살해당해 버린다고 한다. 지금까지의 디즈니 영화에는 생각할 수 없었던 점이 버드 감독의 주장으로 받아들여졌고 이로써 보다 더 현실적인 스토리는 많은 평론가로부터 호평을 받았다. 「이질 분자는 샐러리맨 사회에서 고생한다」라고 하는 중심 테마는 버드 감독 스스로가 몇 번이나 회사를 해고 당한 체험을 기초로 해서 세운 것이다.
또, 음악이나 분위기는 코믹 히어로를 묘사하는 성격도 있다. 흥행적으로도 성공했다. 당초 이 작품은 3D CG 작품이 아니고, 또 제작도 워너 브라더스에서 제작하기로 되어 있었지만, 워너 브라더스의 애니메이션 부문 폐지로 인해 제작이 한때 좌절되기도 했다. 그러나 픽사로 옮긴 브래드 버드 아래에서 제작이 계속되어 작품이 공개되었다.
영국의 BFI 런던 영화제에서 2004년 10월 27일 처음으로 개봉하였다.
미국에서 2004년 11월 5일 개봉하였다. PG 지정을 받고 있다. 2006년 3월 25일, 도쿄 국제 애니메이션 페어에서 해외 극장 부문-우수상을 수상했다.

## 줄거리
일찍이 세계의 평화를 지키고 있었던 슈퍼 히어로들. 그러나 어떤 사건에 계기가 되어 슈퍼 히어로와 그 역할에 대한 비난이 강해지자, 정부의 정책으로 지금으로부터 15년 전, 모든 슈퍼 히어로가 은퇴하여 정체를 숨긴 채 생활을 하고 있었다.
Mr. 인크레더블, 밥 파도 슈퍼 영웅들 중 한 명이었다. 그는 정체를 숨긴 채 보험 회사에 근무하면서 고객보다 회사의 이익을 고집하는 신경질적인 사장으로 인해 날마다 스트레스가 쌓이고 있었다.
그러던 어느 날, 사장과 대화하던 중 옆에서 사건이 났는데 사장은 그런 사건에 무관심해해서 화가 나 사장을 날려버려서 회사에서 해고된 밥의 아래에 수수께끼의 여성 미라지로부터 쪽지가 도착된다. 그 쪽지에는「Mr.인크레더블, 당신의 슈퍼 히어로로서의 힘이 필요합니다」라고 쓰여있었다. 그 꾐에 빠진 밥은, 가족에게 비밀로 슈퍼 히어로 활동을 재개한다. 그녀의 의뢰는 회사의 연구 시설로부터 탈주한 높은 지능을 가진 고성능 전투로봇, 옴니로이드를 포획해 달라고 하는 것이었다.
그러나, 그 뒤에는 뜻 밖의 인물에 의한 무서운 음모가 잠복하고 있었다. 그것을 모르는 밥은, 스포츠카에 좋은 몸까지 만들면서 점점 옛날로 돌아가지는 듯 싶고, 다음 미션을 수행하기 위해 또 출장이라고 속이며 호텔에서 잠시 묵게 된다. 한편, 헬렌은 방 청소를 하다가 흰 머리카락(미라지의 머리카락)와 꿰며진 수트를 보며 수상하다고 생각하고, 꿰맨 사람인 에드나를 찾아간다. 밥은 어쩌다가 다른 옴니로이드 로봇과 얼떨결에 싸우게 되고, 신드롬을 만나고 신드롬의 정체를 알게 된다. 신드롬의 뛰어난 무기로 밥은 멀리 날아가다 폭포속 동굴에서 죽은 히어로, 게이저빔과 'KRONOS'라는 의문의 용어를 알게 된다. 한편 헬렌은 에드나에게 얼떨결에 가족의 수트를 받고, 밥이 해고되었다는 것을 알게 된다.
밥은 신드롬과 미라지 쪽이 수상해 놈들의 기지에 잠입해 용암 속 컴퓨터에 접속해, 신드롬이 만든 프로토타입 로봇이 밥의 가족, 프로존을 제외한 모든 슈퍼히어로를 없앴다는 것을 알게 된다. 그리고 헬렌은 밥이 어딨는지 알려고 위치추적 장치를 작동시키고, 그것에 들킨 밥은 놈들에게 잡히고 만다. 헬렌은 에드나의 위로를 받으며 놈들과 싸워야겠다고 생각하고, 제트기 조종을 가르쳐준 스넉에게 제트기를 건네받고 간다. 그러나 자식들에게 이 사실을 들키고, 아이들은 몰래 따라들어온다. 한편 밥은 신드롬에게 심문과 전기고문을 받다가 헬렌의 비행기로 통신하고 있는 소리를 듣는다. 신드롬은 그들을 인질로 삼아 그들에게 미사일을 발사한다. 미사일에 격추된 그들은 간신히 살아남고, 초능력을 이용해 놈들의 기지 근처의 동굴로 간다.
헬렌은 아이들을 놔두고 기지에 잠입한다. 밥은 가족이 죽었다고 생각하고, 자신을 풀어준 미라지에게 목을 조르며 화를 낸다. 근데 가족이 살아있다는 소식을 듣고 마침 그때 만난 헬렌과 이제 아이들을 구하려 한다. 왜냐하면 아이들은 놈들의 경보망에 걸렸기 때문. 아이들은 초능력을 써서 빠져나가고, 밥과 헬렌을 만난다. 그러나 신드롬에게 걸려서 잡히고, 그땐 신드롬이 보낸 로봇이 도시를 파괴하고 있었다. 그것을 이용해 로봇을 물리친 척하며 영웅이 되고파하는게 신드롬의 목적. 가족들은 초능력을 이용해 탈출하고, 로켓과 놈들의 차로 시내로 가서 로봇이 있는 곳으로 왔다. 그땐 신드롬이 로봇의 공격을 받고 기절했다.마침 나타난 프로존과 로봇을 물리친 그들은 신드롬이 그들의 아기, 잭잭을 데리고 가는 것을 본다. 그러나 숨겨진 잭잭의 초능력으로 신드롬은 죽고, 그들은 사람들을 도우며 진정한 히어로가 되었다.

## 등장 인물
- 성우(목소리)표기는 왼쪽이 영어, 오른쪽이 한국어이다.

밥 파 / Mr.인크레더블대부분의 물리적인 충격에 견뎌내는 완강한 육체와 엄청난 괴력의 소유자. 은퇴 후는 그저 그런 샐러리맨으로서 보험 회사에 근무하고 있었다. 하지만 가끔 경찰 무선을 도청해 사람들을 돕고 있었다. 처음 의뢰를 받을 때만 해도 배가 나와 있었지만, 트레이닝에 의해서 한 때의 체형을 되찾는다. 옛날, NSA 소풍 먹기 대회에서 파이 47개, 바나나 크림 8개, 사과 빵 3개, 마요네즈 1리터를 먹어 우승했다고 한다.
- 주특기 / 특이사항 - 힘 / 민첩성, 내구성, 점프력
- 목소리 - 크레이그 T. 넬슨 / 故 박일

헬렌 파 / 엘라스티걸 / Mrs.인크레더블(Helen Parr / Elastigirl / Mrs.Incredible)유연하고 강인한 몸의 소유자. 또, 풍선과 같이 부풀어 오를 수도 있다. 몸이 어느한 형태로도 바뀐다. 최대 30미터 늘어나고, 1밀리미터 줄어든다. 약점은 최대 길이로 늘렸을 때 힘이 약해진다. 가사 전반 외에 제트기의 조종도 가능. 은퇴 후에는 체형 관리에 신경쓰고 있다. 아주 예리한 성격. 영화 자체를 제외하면 Mrs.인크레더블(Mrs.Incredible)로 불리고 있다. 그 이유는 DC 코믹스의 「둠 패트롤」(Doom Patrol)에 엘라스티걸(Elasti-Girl)이라는 등장 인물이 있기 때문에, 디즈니·픽사와 DC코믹스의 계약에 근거한다.
- 주특기 / 특이사항 - 탄력성 / 민첩성, 내구성, 점프력
- 목소리 - 홀리 헌터 / 이선

바이올렛 파(Violet Vi Parr)인크레더블 가족의 딸. 스스로를 투명하게 하는 것 외에 자기장을 설치에 방어를 할 수 있다. 또, 그것을 응용해 공중에 뜰 수 있다. 방어막의 강도는 총탄이나 경찰차·거대 로봇의 충돌에도 견딜 수 있다. 그러나 자신의 능력이 컴플렉스가 되어 자신감이 별로 없다. 토니라고 하는 아이를 짝사랑하고 있으나 자신감이 없는 탓에 마음을 고백하지 못하고 있다. 하지만 나중에 자신의 능력을 마음껏 활용하게 되면서 자신감을 가질 수 있게 되었다.
- 주특기 / 특이사항 - 투명인간, 방어막 / 민첩성, 내구성
- 목소리 - 세라 바월 / 이신영

대쉬(Dash)본명은 대쉬엘 로버트 파(Dashiell Robert Parr). 인크레더블 가족의 장남. 초스피드로 달릴 수 있다. 또한 그 스피드로, 주먹을 빠르게 피하고 주먹을 빨리 때릴 수도 있다. 누나와는 반대로 자신의 능력을 억제하지 않으면 안 되는 것에 불만이었으나, 가족과 함께한 모험 속에서 자신의 능력을 마음껏 발휘하게 된다.
- 주특기 / 특이사항 - 빠른 속도 / 뛰어난 반사 작용, 내구성, 민첩성
- 목소리 - 스펜서 폭스 / 오승윤

잭잭 파(Jack-Jack Parr)인크레더블 가족의 차남. 갓난아기면서 미지의 슈퍼 파워의 소유자이지만 그것을 알지 못하고 슈퍼 파워를 주체 못하고 있는 다른 식구를 부러워하고 있다. 눈에서 레이저를 나오게 하거나, 금속이 되거나, 화내면 불덩어리나 괴물과 같은 모습도 될 수 있는 파워를 가진다. 공중 부양이나 벽 통과하기, 순간이동도 할 수 있다. 이 아이 돌보는 일을 부탁받은 소녀 칼리가 모차르트의 CD를 들려준 것에 의해서 그 파워에 눈을 뜨게 되지만, 그 기억은 없어졌다.
- 목소리 - 엘리 푸실 / (없음)

프로존(Frozone)본명은 루시우스 베스트(Lucius Best). Mr.인크레더블과는 예부터 친구. 공기중의 수분을 순간적으로 빙결시킬 수 있다. 빛의 굴절을 차단하는 특수 고글을 착용했다. 스포츠 전반(특히 겨울 스포츠)의 달인. 아이스 스키, 아이스 스케이트보드, 아이스 디스크 등을 타며 얼음을 만들어 이동. 예전에 동계 올림픽에 참가하려 했다가 IOC에 제지당한 일이 있다. 슈퍼 히어로에서 은퇴한 후에도 가끔 남몰래 Mr.인크레더블과 함께 사람들을 돕고 있다. 아내 허니와는 언제나 사이가 좋지만, 「시민에게 위험이 다가오고 있다」라고 느껴저 슈퍼 슈트를 필사적으로 찾는 프로존에 대해, 「저녁에 위험을 강요해?」라고 하면서 슈퍼 슈트 찾는 것을 도와 주지 않았다.
- 주특기 / 특이사항 - 수퍼 쿨 / 민첩성, 스케이팅 곡예
- 목소리 - 새뮤얼 L. 잭슨 / 장승길

에드나(이)세계적인 디자이너로, 보통 옷도 디자인하지만 가장 많이 제작하는 것은 슈퍼 히어로용 특수옷. 그러나 망토가 있는 옷은 절대로 만들지 않는다(과거에 몇 사람의 슈퍼 히어로가 망토 때문에 목숨을 잃었기 때문). 남편 밥의 바람기를 의심해 마음이 약해지는 헬렌을 격려한다. 아카데미 의상상을 8회 수상한 이디스 헤드를 바탕으로 제작한 인물이다.
- 목소리 - 브래드 버드 / 이윤선

버디 / 신드롬본명은 버디 파인(Buddy Pine). 소년이었던 15년 전 Mr.인크레더블의 열광적인 팬이었던 그는 어린 시절 Mr.인크레더블을 돕는 소년 영웅, 인크레디보이(IncrediBoy)가 되려고 했지만 거절 당했다. 그것이 원인으로 인간 불신, 특히 슈퍼 히어로를 신용하지 않게 되었다. 우수한 두뇌의 소유자로 소년 시대에 하늘을 날 수 있는 구두를 발명했을 정도며, 그 재능으로 후에 다수의 병기를 개발해 억만장자가 되었다. Mr.인크레더블을 무너뜨리기 위해서 스스로 만든 전투 로봇의 테스트를 위해서 은퇴한 히어로들을 속이고 로봇과 싸우게 해 마지막에 자신이 유일한 최강의 슈퍼 히어로가 되려고 기획한다.
- 특기사항 - 엄청난 재산가, 양심 불량, 신무기 기술[2]
- 목소리 - 제이슨 리 / 김환진

미라지(Mirage)은빛의 머리카락을 가진, 신드롬의 비서를 맡는 미녀. 자신을 속여 은퇴한 Mr.인크레더블을 슈퍼 히어로로 되돌린다.
- 목소리 - 엘리자베스 페냐 / 김상현

길버트 허프(Gilbert Huph)Mr.인크레더블이 근무하는 보험 회사의 직속 상사. 안경을 쓴 흑발의 작은 남자. 고객보다 회사의 이익을 최우선으로 생각해고 신경질적인 성격이다. Mr.인크레더블은 강도 사건을 목격해 도우려고 했지만 허프에 제지당하고, 그것에 화나 허프를 휙 던져 큰 부상을 입게 했다. 이것이 원인으로 Mr.인크레더블은 회사를 그만두었다.
- 목소리 - 월리스 숀 / 탁원제

릭 디커(Rick Dicker)일찍이 슈퍼 히어로들이 소속해 있던 정부 조직 NSA(National Supers Agency)의 일원. Mr.인크레더블의 옛 친구 중 한 명이다. 손해배상·Mr.인크레더블 일가의 이사 준비 등, Mr.인크레더블이 일으킨 문제를 뒤처리한다. 그때마다 많은 세금이 쓰였기 때문에 계속 골치를 썩이고 있다. Mr.인크레더블이 회사를 그만두게 되었을 때도 할 수 있는 한 최선을 다 하려고 했다.
- 목소리 - 버드 럭키 / 故 최흘

밤 보야지(Bomb Voyage)15년 전 슈퍼 히어로가 활약하고 있었을 무렵에 있던, 얼굴이 희고 프랑스 말을 하는 범죄자. 고성능의 폭탄을 이용해 금고 파기등을 해 Mr.인크레더블이나 경찰에게도 잘 알려져 있다. 은퇴전 Mr.인크레더블이 슈퍼 히어로로서 대치한 마지막 악인. 인크레디 보이(신드롬)에게 폭탄을 부착해 Mr.인크레더블이 거기에 정신을 빼앗기고 있는 틈에 도망갔다.
- 목소리 - 도미니크 로이스 / (없음)

## NSA 히어로
- 미스터 인크레더블, 일라스티걸, 프로존은 제외했음.

애포지고도의 지능과 순발력, 지구력과 엄청난 파워타입의 소유자. 중력조절, 태양 에너지로 공중부양이 가능한게 초능력. 태양이 있으면 강해지지만(정오에 최강이다.) 태양이 없거나 개기일식에는 약하다. 특수강화복을 착용했다. 대인관계기술이 부족해 남의 실수 찾는 걸 즐긴다.
블레이즈스톰불꽃방출능력이 있다. 열 조절, 열에 강하다. 더워진 공기를 타 날아서 이동하고 물과 영하의 기온에 약하다. 프로존과 각별한 관계였다가 결별. 제멋대로이며 팀 베타 포스 소속. 언제 체포되고 감옥에 갇혔다가 NSA요원이 됐다.특별한 주의관찰 요구.
다운버스트꽤 지구력이 높다. 원자 제어 능력을 갖고 있으며, 사물을 변형시킬 수 있다. 주어진 재료로 교통수단도 만들어낸다. 복잡한 형태로는 변형 못해 NSA에서 능력강화훈련으로 하고 있다. 생태조직도 변형한다(작은 상처도 순식간에 아뭄.). 블레이즈스톰을 좋아해 프로존을 싫어한다.
다이너 가이지능이 상당히 떨어졌다. 원자 분해 빔을 발사시킬 수 있고, 이온 추진력 있는 특수복으로 비행, 5미터 이내의 물체만 분해시킬 수 있다는 단점이 있다. 망토 때문에 사망했다.
에버시어지능이 무수히 높다. 텔레파시와 전자기 투시력을 갖고 있다. 강박증이 있다. 그리고 다람쥐 같이 독심술이 있는 동물이 약점. 미혼.
감마 잭감마선 폭발 조절 능력을 지녔다. 집중 연소에서 완전 분해까지 감마선을 자유자재로 사용하며 초강력 감마선 폭발 최대 반경은 100미터. 거리에 상관없이 백발백중이다. 꽃미남으로, 지능도 꽤 높다. 뛰어난 파워타입도 지녔고, 과다망상증이 있으며, 여자 사이에 인기 짱. 까다로운 성격이다. 특별한 밀착 관찰 요구.
게이저빔지구력이 꽤 높다. 눈에서 레이저가 나오며, 영상 초점 렌즈가 부착된 헬멧을 착용한다. 교통수단은 양옆에 사이드카가 있는 특수 오토바이이다. 약점은 반사되는 표면을 가진 물체. 유머감각이 전혀 없다. 사회적 신분으로는 저소득층을 도와주는 무료 변호사. 야간 시력이 나쁘다.
하이퍼쇼크뛰어난 힘을 지녔다. 지진을 일으키는 초능력(리히터 6.0)을 갖고있고, 술을 좋아한다. 지진증폭기능이 있는 헬멧을 착용하고 유도 추진력이 있는 융합 로켓을 착용해 날아다닌다. 약점은 땅에 벗어나면 약하다. 성격은 안 좋지만 칭찬하면 좋아한다.
마크로버스트민첩성이 강하다. 초고속 바람을 일으킨다. 바람 추진력을 만드는 비행기를 타고 이동. 파워타입, 지구력, 민첩성이 높다. 양성적인 특성. 밀실공포증이 있다. 에버시어의 조수.
메타맨엄청난 파워타입,힘,지구력,민첩성을 지녔다. 다만, 지능이 떨어졌다. 비행능력, 초강력 힘, 엑스레이 영상, 음파방출, 공간이동, 자기력 제어, 부분적 투명인간, 해양동물과 대화하는게 초능력. 우유부단하고, 인정 많다. 망토 때문에 사망.
파이레인지음향장을 이용한 소리전송이 무기이다. 메아리에 약하고, 후두염이 있고, 이기적이다. 야구장에 땅콩 팔다가 이 능력이 생겼다고 한다. 사회적 신분은 오페라 가수.
플라즈마볼트플라즈마 파를 방출한다. 전자기 에너지를 흡수할 수 있고, 고밀도 합성섬유로 제작된 특수 강화 날개로 날아다닌다. 산림감시원으로 일하고 있다.
샤이크웨이브파워타입, 지능이 뛰어나다. 상대의 정신을 제어하는 에너지파를 발생하고, 최대 30초까지 정신 마비를 일으킬 수 있다. 상대의 몸을 빌릴 수도 있는데, 이때 자신의 몸은 무방비 상태가 된다. 전에 에버시어와 심리학자도 일했는데, 짜증나는 환자 때문에 집어치웠다. 피해망상증에 시달린다.
스트라토게일음속에 가까울 속도로 날아다닌다. 초강력 힘도 지녔고, 새와 대화할 수 있다(6가지 사투리, 10개 언어 구사 가능.). 근데 십대인 고등학생이라는 게 약점. 굉장히 이타적이고, 주말엔 동물원 새장에서 자원봉사자로 일한다.
스플래시다운지구력이 높다. 날아다니고, 물 속에서도 고속 이동 가능, 물 속에서 호흡 및 물 속 생물과 대화 가능하다. 수소가 꼭 필요하다. 사회적 신분은 해양학자이다. 독립심이 강하고, 아틀란티스 찾는 걸 포기 안 한다. 소용돌이에서 망토 때문에 사망.
스토미사이드기체를 흡수하고 방출하는 능력을 지녔다. 스펀지 같은 개념의 초능력으로, 편광된 음향 영상 렌즈, 증기방출에 의한 비행도 초능력.지구력이 높으며, 대학에서 화학 전공. 영웅적인 일에 몰두하고, 비난을 못 견딘다.
썬더헤드기상 조절이 가능하다. 그러니까 기후를 맘대로 주무르며 파워를 쓴다. 이동 수단은 비행기와 자동차가 결합된 다기능 자동차. 약점은 맑은 날. 감정에 쉽게 좌우되고, 아이들을 좋아해 5명을 입양해 키우고 있지만 미혼이라서 룸메이트인 스코트의 도움을 받음. 영화에 나온 것처럼 지능이 낮진 않다. 상당히 높다. 망토 때문에 사망.
유니버설 맨자유자재로 변형 가능. 가스에서 블랙홀에 가까운 정도까지 밀도 조절 능력도 초능력. 공기밀도보다 가벼운 것으로 변해 비행. 초고밀도 변형 시에 약점이 된다. 제어 불가 중력이 발생할 수 있다. 자존심 결여, 평범히 살때 불만이 많다. 항상 바빠야 한다. 지능이 상당히 낮다. 불멸성이 강하다.

## 관련 이야기
1. 인크레더블이 빌딩 옥상에서 도둑을 퇴치한 장면으로, 피해자의 가방에서 흘러넘친 짐안에 인크레더블이 보인다.
2. 에드나 모드는 세계적 디자이너를 모티브로 캐릭터 디자인을 만들었다.
3. 픽사의 모든 작품에 등장하는 비 더 플라넷의 GYOZA밴이 이 작품에서는 아직껏 발견되어 있지 않다.
4. 토이 스토리의 우디와 니모를 찾아서의 브루스가 나와 있다.
5. 2021년 9월부터 인크레더블 밈 역시 퍼져나갔다.

## 게임판
- 인크레더블(2004)
- 인크레더블: 구출작전(2004)
- 인크레더블: 언더마이너의 침공(2005)

## 같이 보기
- 애니메이션 영화 매출 순위 목록